# Theo Solnik

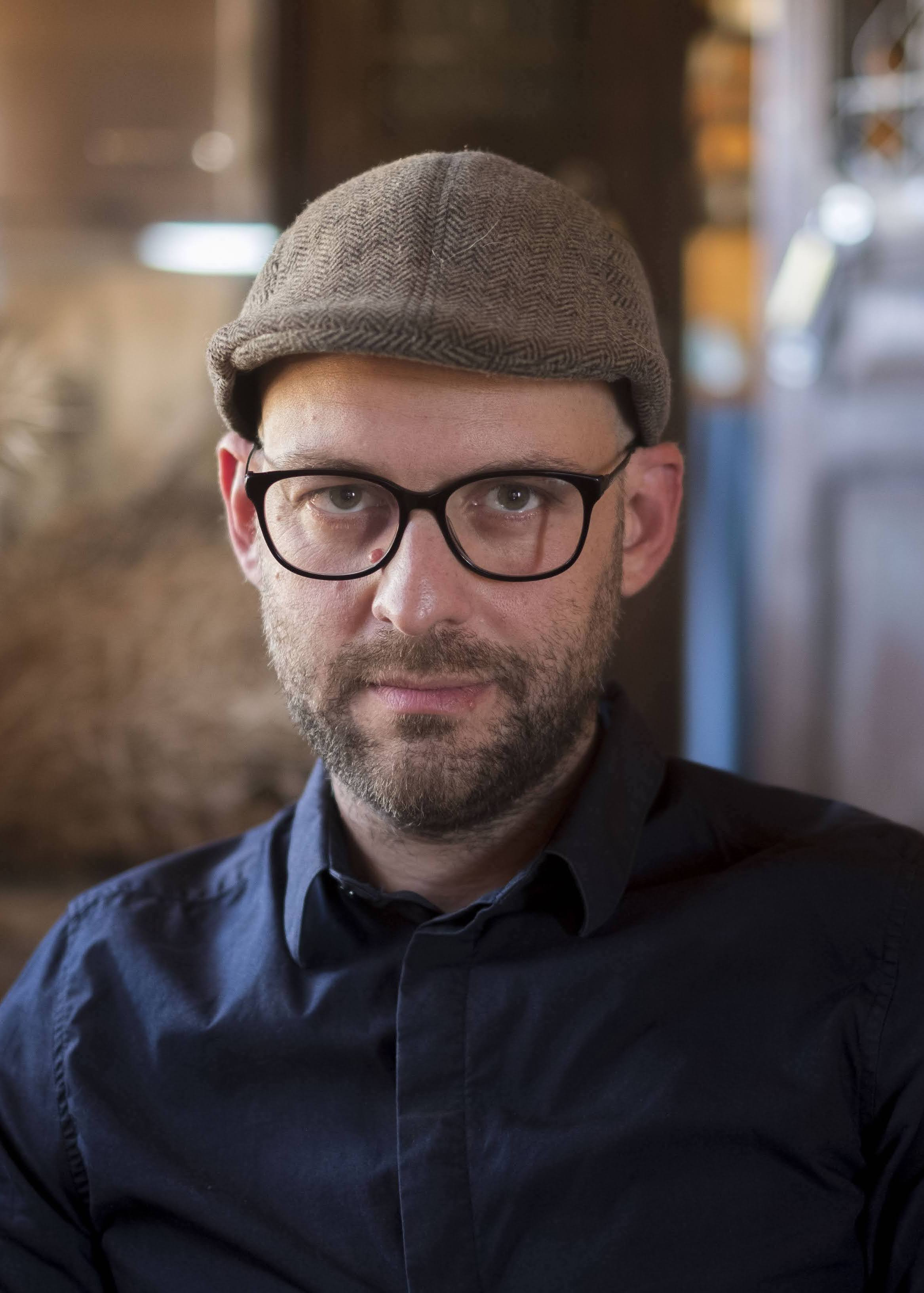
Theo Solnik (2021)

Theo Solnik (* 4. Juli 1981) ist ein brasilianischer Filmregisseur, Kameramann, Filmeditor, Fotograf, Schauspieler, Pianist und Komponist.

## Leben
Theo Solnik debütierte 1998 als Schauspieler und Pianist in Cacilda!, einem Theaterstück von Teatro Oficina, geschrieben und inszeniert von José Celso Martinez Correa. Im Alter von 17 Jahren zog Solnik nach Norwegen, wo er seinen ersten Kurzfilm Gangster Blues drehte, Philosophie und Soziologie an der Universität Oslo studierte und seine ersten individuellen Fotoausstellungen zeigte. Nach Abschluss seines Studiums zog er nach Berlin, um an der Deutschen Film- und Fernsehakademie Berlin Filmregie zu studieren.

## Karriere

### Film
Sein erster abendfüllender Film Anna Pavlova lebt in Berlin, der im zweiten Jahr seines Filmstudiums gedreht wurde, erhielt mehrere Auszeichnungen, darunter den Preis für Junge Filmkunst von der Nationalgalerie und der Deutschen Filmakademie, präsentiert von Bruno Ganz und Iris Berben.

„In seinem Film beschreibt Theo Solnik die Jugend- und Partykultur des Nachwende-Berlins, ohne konkrete Ereignisse oder Veranstaltungen zu zeigen. Im Zentrum der filmischen Erzählung steht vielmehr die schillernde Figur ‚Anna Pavlova‘, eine junge, vitale Frau aus Russland, die mit der Kamera bei ihrer permanenten Bewegung durch Straßen, Plätze, Parks begleitet wird. In ihrer Rastlosigkeit und ihrer verzweifelten Suche nach etwas Lebensglück strahlt die Protagonistin eine Verlorenheit aus, die einerseits sehr authentisch wirkt, andererseits ganz offensichtlich konstruiert ist. Eine direkte Kontaktaufnahme mit der Kamera, sogar Dialoge mit dem Kameramann entlarven den scheinbar so dokumentarischen, ganz in schwarz-weiß angelegten Film als eine bewusste Inszenierung. In mehrfacher Weise verschränken sich im Film die Wirklichkeitsebenen bei gleich bleibender Intensität der Bilder. Diese auch hohe emotionale Qualität des Films liegt nicht zuletzt in einer, für einen jungen Filmemacher beeindruckend souveränen Handhabung der technischen Mittel. Die Kameraführung allein wechselt virtuos zwischen journalistischem Porträt und freier, poetischer Umschreibung. Als ausgesprochen künstlerisch kann schließlich die ästhetische Gesamtstruktur gelten: eine schier endlos mäandernde Erzählung aus dichten, sich immer wieder ähnelnden Großstadt-Episoden.“

Als Teil des Preises wurde der Film über einen Zeitraum von vier Monaten täglich in einem exklusiv dafür eingerichteten Raum im Museum Hamburger Bahnhof in Berlin gezeigt.
Anna Pavlova lebt in Berlin gewann den Förderpreis der Stadt Duisburg im Rahmen der Duisburger Filmwoche, Best Feature beim Boddinale Film Festival 2013, Beste Kamera beim Achtung Berlin Festival 2012, den Sonderpreis der Jury beim CineramaBC International Film Festival und den Helene-Schwarz-Preis 2012. Der Film wurde auf mehreren internationalen Festivals gezeigt. Anna Pavlova lives in Berlin wurde auch in Kunstausstellungen gezeigt, darunter die Rauma Biennale Balticum 2012 und das European Media Art Festival Osnabrück 2012.

### Theater
Theo Solnik trat als Pianist und Schauspieler in dem Stück plus null komma fünf windstill auf unter der Regie von Nora Schlocker am Maxim-Gorki-Theater in Berlin und in dem Stück Lenz in der Regie von Heinrich Horwitz am BAT Theater in Berlin.

## Auszeichnungen und Nominierungen
- Neuer Berliner Filmpreis 2012 für Beste Kamera – Festival Achtung Berlin für Anna Pavlova Lebt in Berlin
- Förderpreis der Stadt Duisburg 2011 – 35. Duisburger Filmwoche für Anna Pavlova Lebt in Berlin
- Preis für junge Filmkunst 2011 – Deutsche Nationalgalerie / Deutsche Filmakademie für Anna Pavlova lebt in Berlin
- Sonderpreis der Jury – CineramaBC Film Festival für Anna Pavlova Lebt in Berlin
- Helene-Schwarz-Preis 2012 für Anna Pavlova Lebt in Berlin
- Lobende Erwähnung der Jury – Up&Coming Festival Hannover 2009 für Outrage
- Nominiert für den Deutschen Nachwuchsfilmpreis 2009 für Outrage

## Filmografie
Quelle: Crew united
- 2018 „Zehnter Vierter – Zwanzig Dreissig“ – Kamera, Co-Produzent
- 2018 Die Händel-Variationen – Kameramann
- 2017 „Broken Dreams“ – Kameramann
- 2016 „This is a dog’s world“ – Kameramann, Editor, Colorist
- 2014 „Der erste Tag“ – Kameramann, Kolorist
- 2014 „Karina Buhr in Berlin“ – Regisseur, Kameramann, Editor
- 2014 „Detroit Soup //stadt:kultur“ – Regisseur, Kameramann, Editor
- 2014 „Occasional Monuments“ – Regisseur, Kameramann, Editor, Komponist
- 2013 Writer P. – Identification Attempt – Kameramann
- 2012 „Der Kuss“ – Drehbuchautor, Regisseur, Kameramann, Editor
- 2011 „Anna Pavlova Lebt in Berlin“ – Regisseur, Kameramann, Editor
- 2011 „Das ist mein Erbe“ – Kameramann
- 2011 „Why Competitions“ – Kameramann
- 2009 „Die Nacht ist nicht wie der Tag“ – Regisseur, Editor
- 2009 „Outrage“ – Autor, Regisseur, Editor, Komponist
- 2008 „Wanderland“ – Kameramann
- 2004 „Kabine 18“ – Autor, Regisseur, Kameramann, Editor, Komponist
- 1999 „Gangster Blues“ – Drehbuchautor, Regisseur, Kameramann, Editor